# Ópera rock

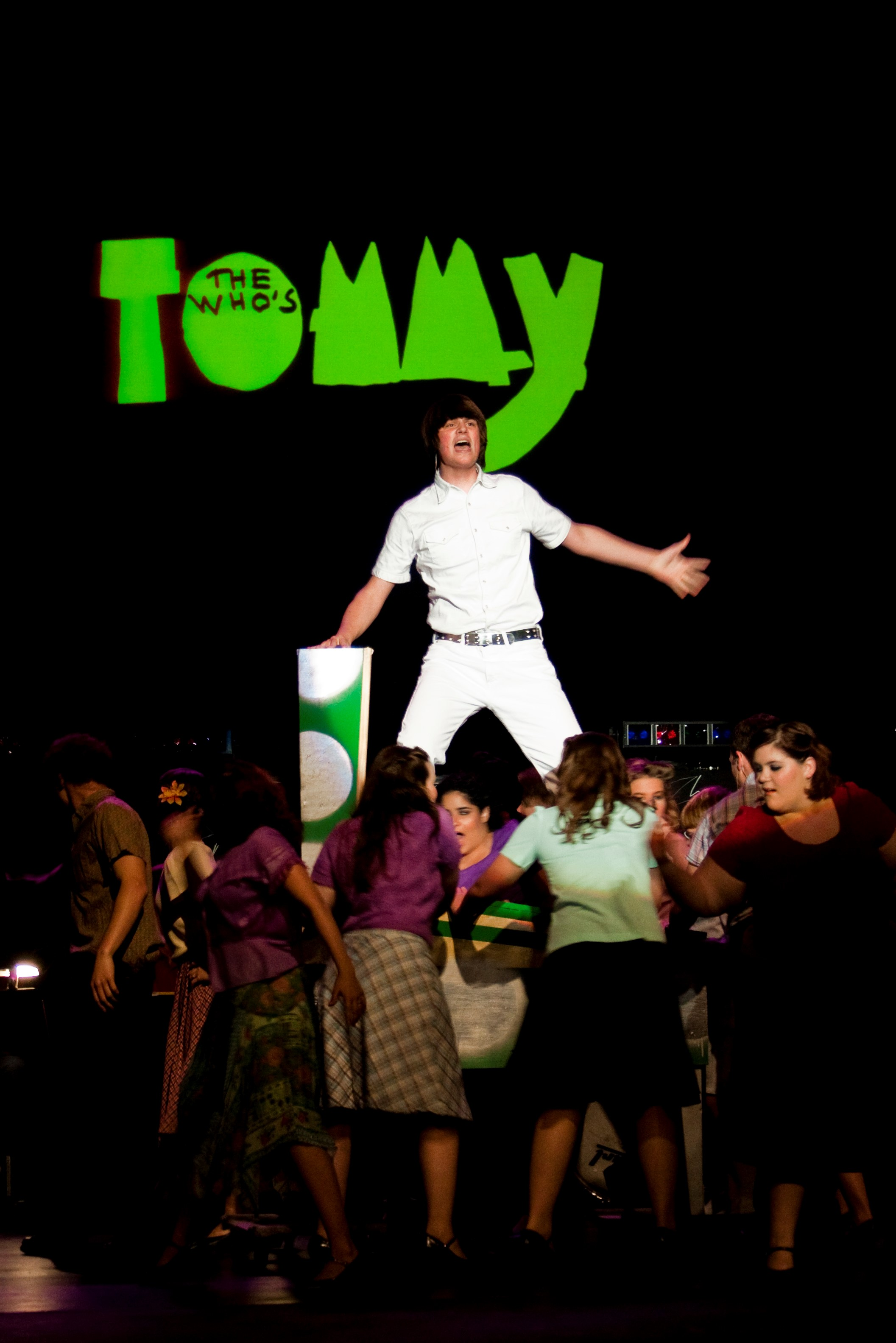
Tommy de The Who, representado en el College of Central Florida

Una ópera rock es un género musical nacido en el siglo XX en el cual las composiciones difieren de los álbumes de rock convencionales, ya que mantienen una temática determinada en la letra de las canciones o recurren a canciones cíclicas.
No necesariamente cuenta con elementos típicos de la ópera en sus composiciones, de hecho musicalmente se lo puede semejar más a la cantata o suite ya que suelen ser actuadas.

## Historia

### Antecedentes
Dentro del rock la película Jailhouse Rock (El rock de la cárcel) de 1957 y por extensión el tema homónimo de la película protagonizada por Elvis Presley es considerada como una ópera rock y un antecedente en el género que surgiría posteriormente. La coreografía del tema que a la vez es considerada el primer videoclip de la historia, también posee elementos de la ópera en sí mismos.

#### Popularización
Este tipo de composiciones fueron popularizadas por la banda británica The Who, quienes pensaron que en un disco, cada canción no tenía por qué contar una historia individual, por lo que idearon una ópera rock, donde todo el disco en completo contaba una historia.  
Esto dio lugar a Tommy, la primera ópera rock en popularizarse. 
Pese a esto la primera ópera rock de la historia fue S.F. Sorrow de The Pretty Things, quienes se adelantaron a los Who al publicar este tipo de discos. 
Debido a la gran fama de The Who aún muchos siguen creyendo que fue Tommy la primera ópera rock, aunque Pete Townshend reconoce que utilizó algunas ideas de S.F. Sorrow.
Otras de las Óperas Rock más famosas son, The Wall y The Final Cut de Pink Floyd, The Rise and Fall of Ziggy Stardust and the Spiders from Mars de David Bowie, Jesus Christ Superstar de Tim Rice y Andrew Lloyd Webber, The Lamb Lies Down on Broadway de Genesis, y Bat Out of Hell de Meat Loaf, entre otras.

## Óperas rock notables

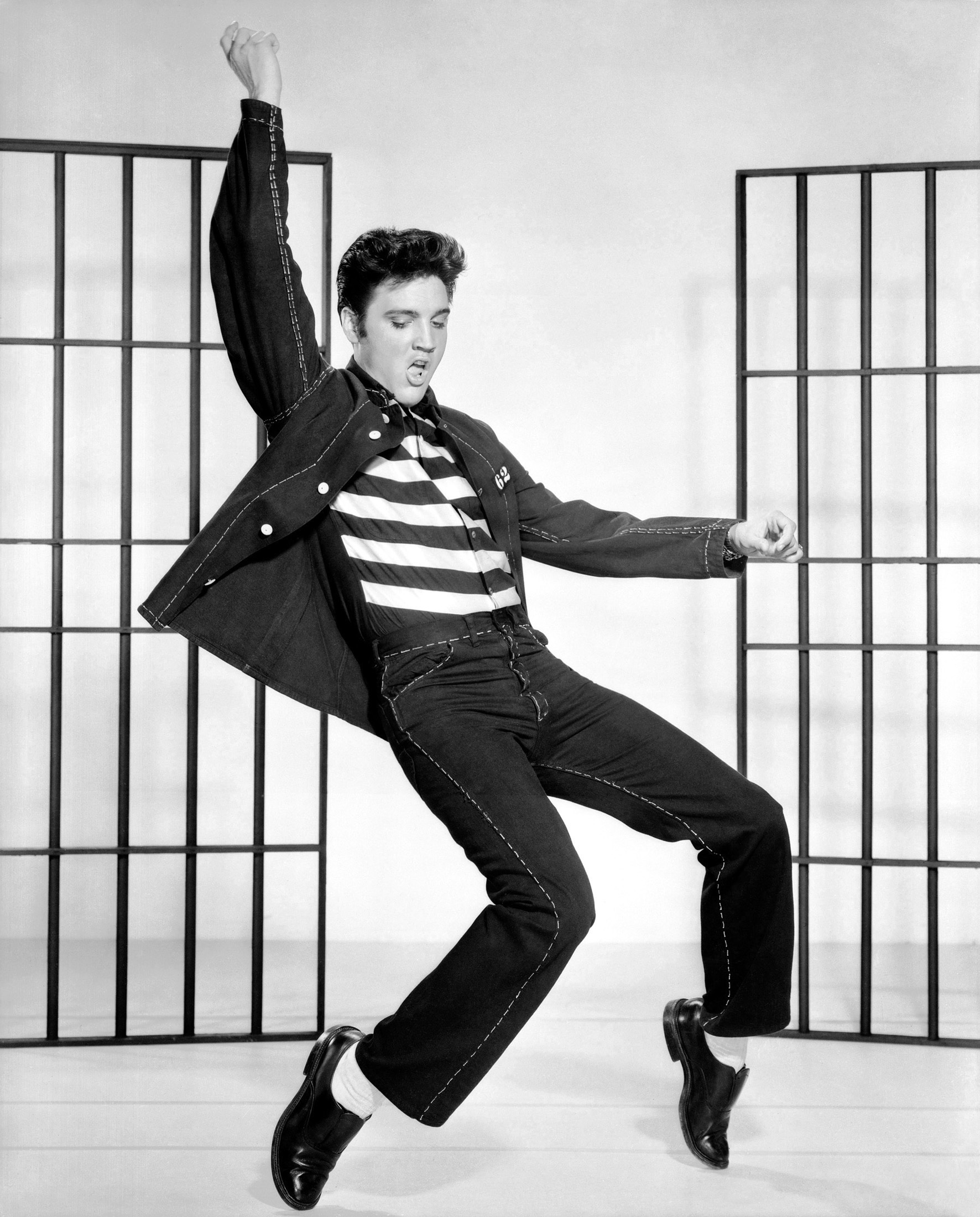
El rock de la cárcel (1957) protagonizada por Elvis Presley

### Decenio de los 50
- Elvis Presley, El rock de la cárcel (1957) – Dirigida por Richard Thorpe considerada entre los críticos como una ópera rock.[1]

### Decenio de los 60
- Gerome Ragni, James Rado y Galt Mac Dermot, Hair (1967) – Ópera beat estrenada en diciembre de 1967 en Nueva York.
- The Pretty Things, S.F. Sorrow (1968) – Primera ópera rock publicada.
- The Who, Tommy (1969) – Segunda ópera rock. El álbum que popularizó el término. Recibió una adaptación cinematográfica en 1975, dirigida por Ken Russell.
- The Kinks, Arthur Or the Decline and Fall of the British Empire, (1969)
- Plus, The Seven Deadly Sins (1969) – Único disco de esta banda estadounidense que paso desapercibido. Esta obra está centrada en los siete pecados capitales.

### Decenio de los 70

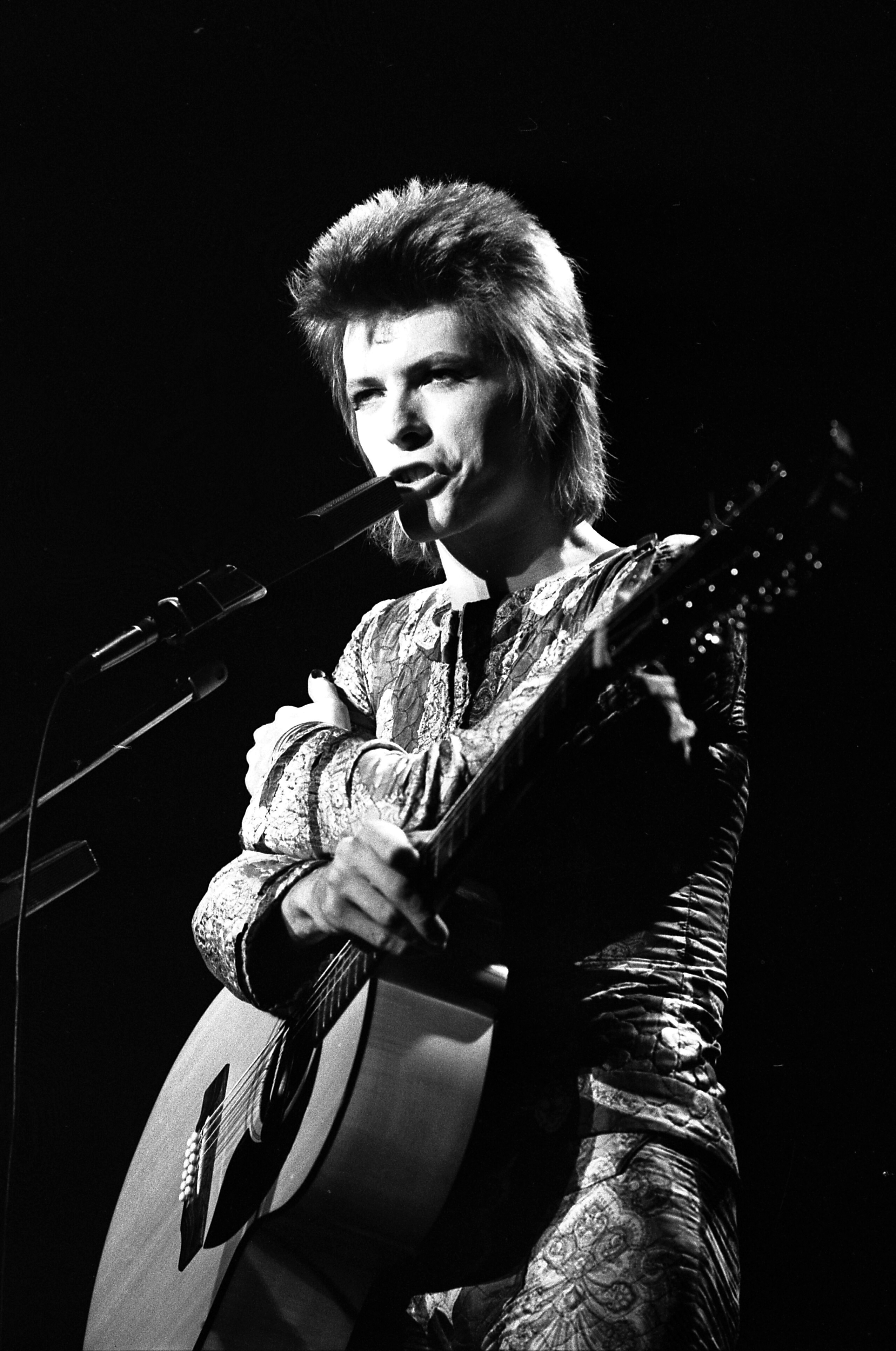
David Bowie interpretando a su alter ego Ziggy Stardust, protagonista del álbum The Rise and Fall of Ziggy Stardust and the Spiders from Mars (1972)

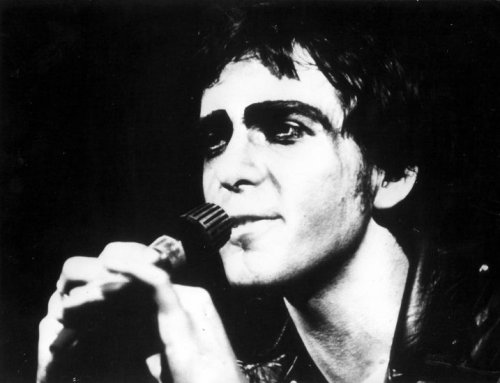
Peter Gabriel caracterizado como Rael, protagonista del álbum de Genesis The Lamb Lies Down on Broadway (1974)

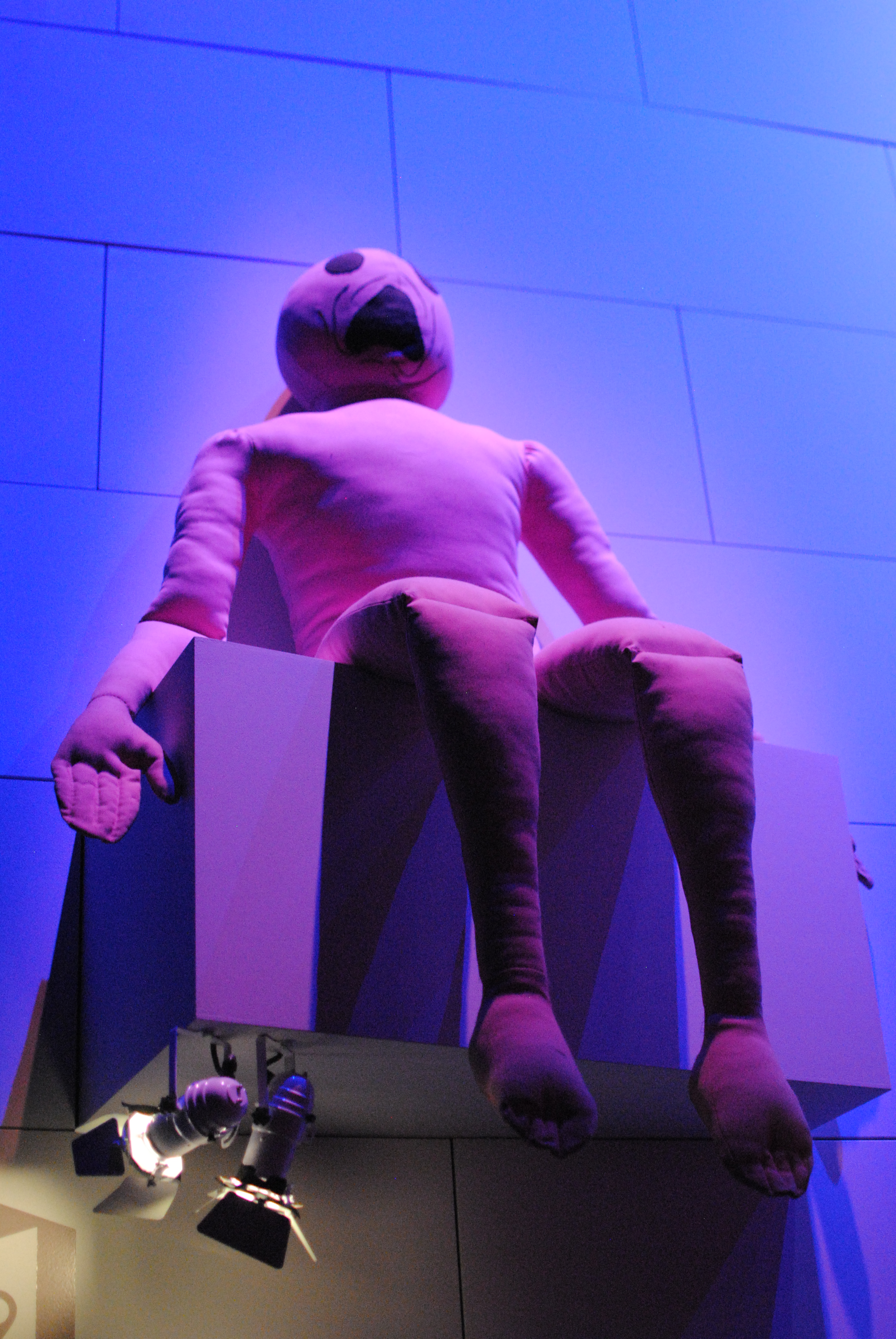
Muñeco del personaje Pink Floyd, protagonista del álbum The Wall (1979)

- The Kinks, Lola versus Powerman and the Moneygoround, Part One (1970)
- Tim Rice y Andrew Lloyd Webber, Jesus Christ Superstar (1970) – Clásico de los musicales de los años 70, basada libremente en los últimos días de la vida de Jesucristo y los conflictos internos y morales de su apóstol Judas Iscariote, recibió una adaptación cinematográfica en 1973, dirigida por Norman Jewison.
- Vox Dei, La Biblia: primer disco de rock conceptual y ópera rock en español (1971)
- Vivencia, Vida y vida de Sebastián (1972) – Esta Ópera Rock no es en sí una historia dada entre todo el álbum, sino que cuenta en el primer tema una historia de un muchacho llamado Sebastián, desde su natalicio hasta su muerte. El resto de los temas no guardan relación con el primero de todos ellos.
- David Bowie, The Rise and Fall of Ziggy Stardust and the Spiders from Mars (1972)
- Arco Iris, Sudamérica o el regreso a la aurora – esta banda argentina estrenó dicha ópera rock en 1972.
- Materia Gris, Oh perra vida de Beto – esta otra banda argentina también estrenó su opera en 1972.
- Jethro Tull, Thick As A Brick (1972)
- The Who, Quadrophenia (1973) – Segunda ópera rock del grupo, cuenta con una adaptación cinematográfica estrenada en 1979, dirigida por Franc Roddam.
- Lou Reed, Berlin (1973)
- Paul Williams, Phantom of the Paradise (1974) – Película de ópera rock y musical dirigido por Brian De Palma, basado libremente en los cuentos de El fantasma de la ópera de Gaston Leroux, El retrato de Dorian Gray de Oscar Wilde y la leyenda alemana de Fausto.
- Genesis, The Lamb Lies Down on Broadway (1974) – Una de las óperas rock más conocidas del rock progresivo creada por Peter Gabriel.
- Queen, A Night at the Opera (1975)
- Phoenix, Cantafabule (1975) – Ópera rock basada en la mitología romana.
- The Runaways, Dead End Justice (1975) – Ópera rock agresiva de una cárcel de chicas adolescentes.
- Espíritu, Libre y Natural (1976) – Opera Rock de la banda argentina.
- Jethro Tull, Too Old To Rock 'n' Roll: Too Young To Die! (1976)
- Meat Loaf, Bat Out of Hell (1977) – Vendió más de 30 millones de copias alrededor del mundo. Tuvo dos secuelas Back into Hell y The Monster is Loose.
- Tim Rice y Andrew Lloyd Webber, Evita (1978) – Basado libremente en la vida de la primera dama argentina, Eva Perón, cuenta con una adaptación cinematográfica de 1996, dirigida por Alan Parker.
- Jeff Wayne's Musical Version of The War of the Worlds (1978) – Basada libremente en la clásica novela La guerra de los mundos de H. G. Wells.
- Frank Zappa, Joe's Garage (1979)
- Pink Floyd, The Wall (1979) – Famosa ópera rock creada por Roger Waters y Pink Floyd conocida por su extenso y costoso show en vivo y por la posterior película homónima de 1982 dirigida por Alan Parker. Es considerado el álbum doble más vendido de la historia con más de 30 millones de copias al rededor del mundo.

### Decenio de los 80
- Los Jaivas, Alturas de Machu Picchu (1981) – Ópera de rock folk progresivo de esta agrupación chilena, inspirada en los versos del poeta Pablo Neruda, y conocida por su posterior montaje documental en las ruinas peruanas del mismo nombre. Para muchos, esta es la obra cumbre de Los Jaivas.
- Pink Floyd, The Final Cut (1983) – Álbum sucesor y, a la vez, una secuela o epílogo de lo ocurrido en The Wall, aunque no se centra directamente en lo que sucede tras el colapso del muro, si logra retomar los temas vistos en el álbum anterior como en forma de resumen.
- Frank Zappa, Thing-fish (1984)
- János Bródy y Levente Szörényi, István, a Király (Esteban, El Rey) (1984) – Ópera de rock húngara compuesta en honor al rey San Esteban I de Hungría. Ícono de la cultura húngara contemporánea que ha calado profundamente en al sociedad magiar residente en el extranjero y en Hungría.
- Dorso, Guerra de Criaturas (1985) – Ópera Metal basada en la mitología griega, cada canción representa una historia diferente sobre los mitos de dicha civilización y es la primera Ópera-Demo de la historia y más tarde publicada en Bajo la Luna Cámbrica (1989) y es un adelanto de lo que sería el Metal progresivo años más tarde y, en particular, de su disco Romance (1990).
- Los demenciales chicos acelerados, "Eskorbuto" (1987) – La primera opera punk de la historia.
- Fausto Fawcett, Fausto Fawcett e os Robôs Efêmeros (Fausto fawcett y los Robots Efímeros) (1987) – Álbum conceptual sobre una Copacabana Blade Runner.
- Blue Öyster Cult, Imaginos (1988)
- Queensrÿche, Operation: Mindcrime, (1988) – Una historia de amor, sexo, muerte, poder, religión, corrupción, traición, codicia y locura. Considerada como la primera ópera rock del metal progresivo.

### Decenio de los 90
- Dorso, Romance (1990) – Ópera Metal que representa su trabajo más diferente del resto de los discos del siglo pasado de la banda.
- La Tabaré Riverock Banda (1990) – "La ópera de la mala leche" (Uruguay) Tanta mala leche no es más que el reflejo de un tiempo feroz, montevideano, y en él, el de un modus vivendi no pasteurizado. La juventud perdida durante una dictadura, el tedio, el nihilismo, la soledad y la rabia en un espectáculo de teatro y rock ".
- Savatage, Streets - a rock opera (1991) – La trama trata sobre la vida de un músico de Nueva York, su ascenso fulgurante al estrellato, su caída y su recuperación. No es autobiográfica, pero está basada en una novela nunca publicada del productor de la banda en ese momento, Paul O'Neill, aunque fue escrita en los 70.
- W.A.S.P., The Crimson Idol (1992) – Es un álbum conceptual que cuenta la historia del ascenso y caída de una estrella de rock ficticia llamada Jonathan Steel. Dicho concepto sería utilizado nuevamente en un álbum de W.A.S.P. llamado The Neon God, pero contando la historia de otro joven de dura infancia, Jesse Slane.
- Meat Loaf, Bat Out of Hell II: Back into Hell (1993)
- Charly García, La Hija de la Lágrima, (1994) – Cuenta la historia y diferentes momentos vividos por una gitana española, quien se autodenomina "la hija de la lágrima".
- Marillion, Brave (1994).
- Mägo de Oz, Jesús de Chamberí (1996) – Ópera rock basada en un segundo regreso de Jesucristo a la tierra, con el fin de renovar su mensaje y hacer frente a las ideas de la Iglesia Católica.
- La Tabaré Riverock Banda "Putrefashion". (1998) – -Montevideo- Uruguay- La ex becaria Mónica Lewinsky, haciendo uso de sus atributos y derechos femeninos, logró lo que Saddam Hussein no pudo: ridiculizar el poder. Ella, futura top-model, dejó al descubierto que detrás de la industria de la moda, puede esconderse (a pesar suyo y entre todos los payasos) un terrorista, o en todo caso, lo "fashion" es más peligroso que las bombas. Mientras Uruguay es bombardeado por la estupidez, un grupo de "putrefactos" buscan un escape.
- Dream Theater, Metropolis Pt. 2: Scenes From A Memory (1999) – Continuación del tema "Metropolis Pt. 1: The miracle and the sleeper", cuenta la historia de un joven llamado Niocolas que tiene pesadillas recurrentes acerca de la vida de una muchacha llamada Victoria. Se relatan las vivencias de ambos con cierto paralelismo hasta descubrir que Nicolas es la reencarnación de Victoria.
- Lacrimosa, Elodia (1999) – Álbum de la banda gótica originaría de Alemania, en la que se relata la vida de una pareja en tres actos, el inicio de la relación, el decaimiento de esta, llegando a sentimientos de odio y resentimiento y terminando con un prólogo de esperanza, diciendo que al final "Solo quedaremos los dos"

### Decenio de los 2000
- Trans-Siberian Orchestra, Beethoven's Last Night (2000) – Narra la historia de los sucesos que tuvieron lugar alrededor de la muerte de Beethoven y la décima sinfonía.
- Drive-By Truckers, Southern Rock Opera (2000)

- Szilveszter Jenei, András Adorján y Mihály Kocsis, 1956-Aki Magyar Velünk Tart (1956-El que es húngaro está con nosotros) (2000) – Ópera Rock húngara en conmemoración a los hechos y muertos de la Revolución húngara de 1956, cuando intentaron liberarse del comunismo soviético.
- Dr. Frankenstein, Dirigida por Jose Fors
- Tobias Sammet, Avantasia - The Metal Opera (2000)
- Spock's Beard, Snow (2002)
- Queen y Ben Elton, We Will Rock You (2002) – Cuenta la historia de un mundo futurista, donde la música es creada únicamente por máquinas. Galileo, un joven rebelde y diferente, llegaría a cambiar esa historia.
- Saurom Lamderth, Sombras del Este (2002) – Narra la Historia de La Comunidad del Anillo (El Señor de los Anillos)
- Dream Theater, Six Degrees of Inner Turbulence (2002) – Álbum doble del cual se desprende la canción que le dio nombre al disco Six Deegres of Inner Turbulence, esta consiste en 8 movimientos, el tema en sí es una canción de 42 minutos y ocupa todo el segundo CD del álbum. La canción explora las historias de seis individuos que sufren de diversas enfermedades mentales, el trastorno bipolar, trastorno por estrés postraumático, esquizofrenia, autismo, depresión postparto y trastorno de identidad disociativo.
- Tobias Sammet, Avantasia - The Metal Opera Pt. II (2002) – Cuenta una historia ficticia de un fraile dominico, Gabriel, en el año 1602.
- Gary Hughes, Once and Future King Part I y Once and Future King Part II (2003) – Ópera Rock basada en Excalibur la Leyenda del Rey Arturo.[3][4]
- Mojinos Escozíos, Ópera Rock Triunfo (2003) – Es una grabación de un concierto especial que dieron a modo de musical, en el cual describen una parodia de Operación Triunfo dividida en 5 actos, el programa de Televisión Española.
- Aina - Days of Rising Doom - The Metal Opera (2003) – Escrita por Amanda Somerville, lanzada al mercado por Transmission y The End Records.
- Neil Young y Crazy Horse, Greendale (2003)
- Brian Wilson, Smile (2003) – Una opera pop que no narra una historia lineal. Se divide en tres segmentos. El primero narra historias de una Norteamérica de colonos, la conquista del lejano oeste se puede ver en Heroes and Villains, o el Hawaii primitivo en Plymouth Roll Over o la creación de trenes Cabinessense. El segundo segmento narra al crecimiento de las personas, los cambios y la hipocresía de la sociedad. Finalizando con el último segmento que narra varias historias cortas. En este segmento se encuentra el tema más famoso de los Beach Boys Good Vibrations.
- W.A.S.P., The Neon God (2004) – Es un álbum conceptual de la banda norteamericana de Heavy Metal W.A.S.P., el cual se encuentra dividido en dos partes: The Rise, lanzado en abril de 2004, y The Demise, en septiembre del mismo año. Ambos narran la historia de un chico de dura infancia llamado Jesse, el cual se entera de que tiene el poder de manipular a las personas. Ambos trabajos fueron producidos por Blackie Lawless, vocalista y guitarrista de la agrupación.
- Ayreon, The Human Equation (2004) – Explora la idea del renacimiento psicológico, siguiendo la historia de un hombre que, tras quedar en coma en un accidente de tráfico, se enfrenta a su pasado, sus emociones y su situación actual mientras está encerrado en su propia mente. Fue llevada al teatro en el 2015, con el nombre de The Theater Equation
- Green Day, American Idiot (2004) – Ópera punk rock que cuenta la vida de "Jesus Of Suburbia" (Jesús de los suburbios). El personaje central -que vendría siendo una especie de antihéroe- cuenta cómo es su vida en la periferia, hasta que se marcha a la ciudad cansado de las mentiras, y crea una nueva identidad que es "Saint Jimmy". Este álbum tuvo un éxito enorme a nivel mundial, y le da al trío estadounidense toda una camada nueva de seguidores.
- Sascha Paeth, Robert Hunecke-Rizzo, Amanda Somerville y Miro, Aina (2004).
- Mägo de Oz, Gaia II: La voz dormida (2005) – Segunda parte de la trilogía de Gaia, producida de la mano del difunto productor Big Simon y cuyos arreglos orquestales fueron de  la mano de Pepe Herrero guitarrista de Stravaganzza, es un disco que narra el día del juicio de Azaak siendo torturada y enjuiciada por la santa inquisición, un álbum muy distinto al clásico estilo Folk de la banda adoptando un estilo más gótico como se puede apreciar en canciones como Aquelarre y Diabulus in musica.
- Premiata Forneria Marconi, Dracula (2005) – Ópera rock basada en el libro homónimo de Bram Stoker, pero relatando las vivencias de un Drácula enamorado y soñador. Esta obra fue la banda de sonido de la obra de teatro homónima dirigida por el argentino Alfredo Rodríguez Arias.
- My Chemical Romance, The Black Parade (2006) – Cuenta la historia de un enfermo de cáncer en fase terminal.
- Felipe Szarruk, Margarita y Fausto (2006) – La primera Ópera Rock Colombiana, basada en la leyenda del Dr Fausto. Se centra en el amor del personaje por una mujer pura quien no le corresponde.
- Meat Loaf, Bat Out of Hell III: The Monster Is Loose (2006)
- Levente Szörényi, Tibor Fonyódi y Tamás Antók: "Árpád Népe" (La gente de Árpad) (2006) – Ópera rock mística húngara que narra el conflicto entre cristianismo y paganismo del rey Andrés I de Hungría y su hermano Levente.
- Sándor Román, Tibor Paár e Imre Czomba, Szent István - Egy ország születése (San Esteban - El nacimiento de un país) (2007) – Ópera rock húngara que narra la vida de San Esteban I de Hungría y la fundación del Estado húngaro luego del año 1000.
- Judas Priest, Nostradamus (2008) – Ópera-metal que narra la vida del profeta Nostradamus.
- True Symphonic Rockestra, Concerto In True Minor (2008): No es propiamente una ópera rock, sino una mezcla de canciones de ópera adaptadas al género metal.
- Jose Fors, Dr. Frankestein  (2008): Relata la historia de este épico y existencialista monstruo así como de su creador Viktor Von Frankestein.
- Edgar Allan Poe - Legado De Una Tragedia (2008) – Ópera rock sobre la vida del escritor Edgar Allan Poe. Interpretada por miembros de distintos grupos heavys españoles como Stravaganzza, Sangre Azul, Topo, Lujuria, Saratoga, Avalanch, Mägo de Oz...
(Parte I: 2008) Concebida como una trilogía, la primera parte fue editada en 2008 después de cuatro largos años de duro trabajo y narraba una fábula en la que en mitad de la noche un gato negro confiaba su secreto a un enterrador en un cementerio de Baltimore: el animal albergaba el espíritu errante de Edgar Allan Poe. El escritor estadounidense había hecho un pacto con el diablo en el que se le dotaba de la genialidad y la gloria a cambio del tormento eterno.
(Parte II: 2014) Cuatro años más tarde, Joaquín Padilla retoma el proyecto para continuar con la saga. La historia narrada en la segunda parte de Legado de una Tragedia continúa donde finaliza la primera, con la muerte del autor. Su espíritu errante le lleva a un dramático viaje en el que visitará los nueve círculos del Infierno como hizo Dante Alighieri en La Divina Comedia, con el fin de encontrarse con Satanás e intentar romper el pacto que le condena a vagar en el dolor el resto de la eternidad. Al igual que sucede en la Divina Comedia, Poe es guiado en su odisea por el poeta Virgilio, haciendo el mismo recorrido que hiciera Dante a través de nueve círculos, que albergan espíritus castigados encerrados en sus pecados (gula, lujuria, avaricia, ira, etc).
- PXNDX, Poetics (2009) – El álbum a lo largo de dos actos, presenta la interacción del hombre con el mundo, la relación con los sentimientos y la muestra de los pecados capitales. Presenta a Abigail como antagonista del mismo, una mujer que representa la tentación y en algunas canciones es tratada como la personificación de Satanás mismo.
- La Tabaré Banda, "La Micción". (2009) – -Montevideo- Uruguay- Espectáculo en conjunto entre la banda de rock La Tabaré, con el elenco de la Comedia Nacional. Escrita, musicalizada y dirigida por Tabaré Rivero, la opereta habla de un grupo de 'odiadores profesionales', que intentan sin éxito una revolución en estos tiempos de distracción generalizada.
- Green Day, 21st Century Breakdown (2009) – La segunda ópera rock de este grupo. Cuenta la historia de Christian y Gloria, dos adolescentes cuyos nombres son también analogías: El disco mira atrás en la historia de Estados Unidos y plantea también estos tiempos contemporáneos del siglo XXI como un siglo de caos político, social, y religioso. Medios de comunicación, revolución tecnológica, guerras, injusticias, son algunos de los temas que trata este disco mediante mensajes críticos fuertes y con mucha ironía.
- Mozart l'Opéra Rock (2009) – El destino de Mozart se tambalea debido al sucesor del príncipe y arzobispo de Salzburgo Schrattenbach: Colloredo. El nuevo soberano es un hombre severo y autoritario, insensible a la música de Mozart y alérgico al fuego y la irreverencia del mismo. Para Mozart, la vida en Salzburgo se vuelve rápidamente insostenible. Tenía 20 años cuando decidió dejar su ciudad natal con su madre en busca de un futuro mejor en una capital europea. El viaje del compositor será salpicado de fracasos y decepciones amargas

### Decenio de 2010
- Standstill, Adelante Bonaparte (2010) – Narra en tres partes la vida de su protagonista: Bonaparte, desde la muerte del padre hasta el nacimiento de su hijo, transitando por el camino vital que le llevará de un punto al otro.
- Los Mentas Dios, El Diablo y El Dinero "Julián Patenelsuelo, un personaje digno de película de Scorsese por aquello del ascenso y debacle por culpa del dinero, es el protagonista de la segunda opera rock de nuestra discografía nacional. Es un tú, es un yo, es un tío tuyo. Es fácil de identificarse con su situación."
- Zarkana Narra la historia de Zark un mago qué explora un teatro abandonado y le ruega a los dioses que le devuelvan el amor y sus poderes. Una producción del Cirque du Soleil, espectáculo permanente en Las Vegas.
- Orlok, El Vampiro (2014) – José Fors relata una versión libre del personaje de Dracula, tomando como base el filme de Nosferatu, eine Symphonie des Grauens
- Hypatia Opera rock del proyecto Argos, compuesta y escrita por Petros Kizas, narra la historia de Hypatia una científica del futuro.
- Los Fabulosos Cadillacs - La salvación de Solo y Juan (2016)

Ópera rock u obra conceptual dividida en tres actos. La banda argentina cuenta aquí la lóbrega historia de Juan y Solo, los hermanos Clementi, criados en el faro de una playa olvidada y decadente. Su padre es el guardián de aquel faro, un fanático del swing, y que recientemente acaba de fallecer. Este vuelve en forma de fantasma y a va a penar a sus hijos.
- (2016) Dream Theater - The Astonishing

Doble álbum de opera rock y opera metal, en el que se cuenta la historia de dos facciones enfrentadas, en un distópico Estados Unidos del futuro, año 2285.
- (2016) Mónica Naranjo - Lubna Álbum de ópera rock donde la artista española cuenta la historia de Lubna, un ser mitológico que trae la justicia divina al mundo salido Del Mar.
- (2016) Le Rouge et le Noir, una ópera rock producida por Albert Cohen y dirigida por François Chouquet y Laurent Seroussi, adaptada de la novela homónima de Stendhal.

- (2018) San Lorenzo Superstar de Andy Chango

- (2019) Ira Dei, de Mägo de Oz. (Continuación de Jesús de Chamberí.)

Álbum de ópera rock (dividido en dos actos) que narra la historia de una joven palestina llamada Rebecca, la cual es inseminada artificialmente con la sangre hallada en la Cruz con el objetivo de clonar a Cristo. Sin embargo, finalmente se descubre que el vientre de Rebecca no alberga un varón, sino dos gemelos: el Cristo y el Anticristo.
- Húsar (2011) e Invasión (2017), de Ives Gullé – Dos operas rock centradas en la historia de Chile, la primera en el patriota Manuel Rodríguez Erdoíza en el marco de la guerra de independencia, mientras la segunda en la conquista de Chile y en la Guerra de Arauco.[5]

- Lepster, Danko Sur-Real (2019) – Es una ópera Hard Rock en dos actos de la banda venezolana Lepster en la cual se narra la historia de Danko José Rodríguez, un joven que delira sobre varias situaciones como el amor y la marginalidad social. El doble disco es una crítica sobre como la radio, la televisión y el internet usan un lenguaje agresivo en Venezuela. En este álbum se utilizan fragmentos de voz editados de políticos y personajes de los medios de comunicación venezolanos en el estilo de la música concreta y el paisaje sonoro.

### Obras adaptadas al cine
Son interesantes dos ejemplos de ópera rock adaptadas para el cine: Quadrophenia, de Franc Roddam (Gran Bretaña, 1979), basada en una obra musical del grupo británico The Who, o El fantasma del paraíso, de Brian De Palma (1974), con música de Paul Williams, que recrea El fantasma de la ópera, película de Rupert Julian, de 1925. También se podría citar, como una adaptación de la versión teatral, The Rocky Horror Picture Show, dirigida en 1975 por Jim Sharman y basada en el musical The Rocky Horror Show, de Richard O'Brien, película de culto, que satiriza las películas de ciencia ficción de los años 1950.